# جون جاي إغان
جون جاي إغان (بالإنجليزية: John J. Egan)‏ هو لاعب كرة قدم أمريكية أمريكي، ولد في 18 مايو 1878 في واتربوري في الولايات المتحدة، وتوفي في 1 فبراير 1949 في نيوينغون في الولايات المتحدة.